# Montargis
Montargis je francouzská obec v departementu Loiret v regionu Centre-Val de Loire. V roce 2012 zde žilo 14 490 obyvatel. Je centrem arrondissementu Montargis.

## Vývoj počtu obyvatel
Počet obyvatel